# Vinski Vrh pri Šmarju
Vinski Vrh pri Šmarju je naselje u slovenskoj Općini Šmarje pri Jelšahu. Vinski Vrh pri Šmarju se nalazi u pokrajini Štajerskoj i statističkoj regiji Savinjskoj. 

## Stanovništvo
Prema popisu stanovništva iz 2002. godine naselje je imalo 73 stanovnika.